# Conyers Darcy (2e comte d'Holderness)
Conyers Darcy, 2e comte d'Holderness (1622 - 13 décembre 1692) est un homme politique anglais qui siège à la Chambre des communes de 1660 à 1679 et qui devient plus tard un pair.

## Biographie
Il est le fils aîné de Conyers Darcy (1er comte d'Holderness), 8e Lord Darcy of Knayth et 5e Lord Conyers et de sa femme Grace Rokeby, fille de Thomas Rokeby of Skiers. Il étudie à l'University College d'Oxford en 1637 et à Gray's Inn en 1640 .
En 1660, il est élu député de Boroughbridge au Parlement de la Convention. Il est élu député du Yorkshire en 1661 pour le Parlement Cavalier. En novembre 1680, il est élevé à la Chambre des lords par un acte d'accélération, siégeant comme baron Conyers. En 1682, lorsque son père devient comte, il acquiert le titre de courtoisie Lord Darcy de Knayth. À la mort de son père le 14 juin 1689, il devient le 2e comte de Holderness, le 9e baron Darcy de Knayth et le 6e baron Conyers .

## Famille
Darcy se marie quatre fois; tout d’abord à Catherine Fane, fille de Francis Fane (1er comte de Westmorland). Son deuxième mariage a lieu le 8 février 1650 avec Frances Howard (vers 1627-1670), fille de Thomas Howard (1er comte de Berkshire). Il épouse en troisièmes noces en 1676 Frances Seymour, fille de William Seymour (2e duc de Somerset). Son quatrième et dernier mariage a lieu le 8 janvier 1685 avec Elizabeth Frescheville (1635-1690), fille de John Frescheville (1er baron Frescheville) (en) .
Le fils aîné de Darcy et son héritier est John Darcy, Lord Conyers (vers 1659-1689), qui est issu de son deuxième mariage avec Frances Howard. John Darcy épouse Bridget, fille de Robert Sutton (1er baron Lexinton). Cependant, ce fils, John, est mort avant son père, et donc, à la mort de Lord Holderness en 1692, le comté passe à Robert Darcy (3e comte d'Holderness) (1681-1722), le fils de John.